# Palazzo Pignatelli a San Giovanni Maggiore
Il palazzo Pignatelli è un edificio monumentale di Napoli ubicato in via San Giovanni Maggiore dei Pignatelli.
Il palazzo, contiguo al palazzo Riario Sforza, sorse nel XV secolo e nel corso dei secoli subì diversi rimaneggiamenti interni e frazionamenti dei piani in proprietà più piccole. La famiglia Pignatelli, che peraltro commissionò l'edificio, ha condizionato fortemente la toponomastica della zona visto che fu una delle famiglie nobili più rappresentative e più potenti della nobiltà napoletana.
L'edificio si eleva su tre piani, la composizione del prospetto è asimmetrica; un'ala dell'edificio digrada progressivamente di un piano verso largo Giusso creando piccoli terrazzamenti. Il portale, tipicamente durazzesco, è uno dei pochi elementi superstiti della fabbrica originaria come lo è anche l'arco ribassato dell'androne. Sulla destra si apre un portico che accede alla scala. Al piano nobile c'è ancora il cassettonato ligneo finemente scolpito.